# Dacia (hetilap)
Dacia – román és magyar nyelvű "független kritikai, társadalmi és kulturális hetilap" Csíkszeredában 1926-1928 között.
A Nemzeti Liberális Párt megyei tagozatának hivatalos szerveként indult 1926. december 22-én Viteliu Bănuțiu szerkesztésében román nyelvű tárca- és magyar irodalmi rovattal. Említésre méltó benne Ion Minulescu költő, akkor kultuszminisztériumi vezérigazgató nyilatkozata Bukarest színikultúrájáról (1927/10). Magyar irodalmi anyagának munkatársa Kósa Lajos és Mihály László Barna volt. Az irodalom a lapból már a II. évfolyam 18. számától kezdve kiszorult, s a liberális kormányzat válságba jutásakor, az 1928/3-as számmal maga a lap is megszűnt.